# .17 Águila
El .17 Águila es un cartucho de percusión anular producido a partir de las vainas del cartucho .22 Long Rifle, el .17 Águila es un rediseño del cartucho .17 High Standard que se produjo en los años 50s.
Fue diseñado en el año 2003 por el ingeniero Efraín Peralta (el genio) y la empresa de armas de fuego High Standard, y producido en el año 2004 por Industrias Tecnos (Águila) en Cuernavaca, México. Su diseñador, quien era encargado de producción, tecnología y desarrollo en Industrias Tecnos, desarrolló también los cartuchos Águila .22 Long Rifle Interceptor, SSS Sniper Subsonic, Subsonic de 40 granos y los cartuchos de escopeta Minishell. Ahora Efraín Peralta trabaja para Centurion Ordnance, una compañía asociada con Águila. El cartucho tuvo tanto éxito que Águila vendió derechos a PMC.
El cartucho está construido sobre una vaina .22 Long Rifle modificada con hombros y cuello, para montar una bala de punta hueca encamisada (Full Metal Jacket) de 20 granos (1,296 gramos) que al ser disparada alcanza 1850 ft/s (564 m/s). Es un cartucho para cacería de alimañas diseñado para tener menor expansión y así causar menor daño a los tejidos animales, y por lo tanto, dejar más carne comestible. Se puede usar en cualquier arma de cerrojo calibrada para el cartucho .17 Match II (pero el .17 Match II no se puede usar en un arma calibrada para el .17 Águila) o en un Ruger 10/22 con cañón para este tipo de munición.
El .17 Águila recibió poca atención en el mercado debido a la introducción del .17 Hornady, pero ganó seguidores después de que los cazadores de alimañas se dieran cuenta de su menor expansión que dejaba más carne comestible, además de una mayor precisión debido a su bajo retroceso.

## .17 High Standard
La empresa High Standard de Connecticut diseñó una de sus pistolas automáticas para usar un cartucho de percusión anular calibre .17 en la década de 1950, y los cartuchos fueron producidos por Federal Cartridges. El proyecto nunca progresó más allá de la fase del prototipo y los pocos cartuchos vistos hoy son buscados por los coleccionistas. Las diferencias entre el .17 High Standard y el .17 Águila son ligeramente notables, hablamos de una longitud total de 24,9 mm, una longitud de vaina de 15,60 mm y una altura de honbro de 12,5 mm, en el calibre tanto como en el diámetro de vaina, en ambos cartuchos son prácticamente iguales. El cartucho .17 High Standard actualmente solo se hace de forma artesanal basado en vainas de cartuchos .22 Long Rifle.